# Juan Carlos Cordini
Juan Carlos Cordini (San Miguel de Tucumán, 5 de mayo de 1921 - Buenos Aires, 26 de octubre de 1986) fue un militar argentino, perteneciente al Ejército Argentino, que alcanzó el grado de general de brigada. Durante la gestión del presidente José María Guido fue designado canciller de la Argentina, cargo que ocupó entre el 23 de mayo y 12 de octubre de 1963, el último de la gestión.

## Carrera
Egresó del Colegio Militar de la Nación, institución de la que sería director entre 161 y 1962, y la Escuela Superior de Guerra. Fue director de la Escuela de Suboficiales del Ejército y Jefe de Estado Mayor de aquella fuerza armada en 1962.

### Canciller
Su nombramiento se debió a la presión ejercida por el Ejército al presidente Guido para que designase personas afines a las fuerzas armadas en áreas claves de gobierno.